# Batalla de Fort Pillow
La batalla de Fort Pillow, también llamada masacre de Fort Pillow, fue un enfrentamiento armado ocurrido el 12 de abril de 1864 durante la guerra civil estadounidense. Fort Pillow  era una fortificación construida en 1861 por orden del general confederado Gideon Johnson Pillow, estaba situada junto al río Misisipi, a 64 km al norte de Memphis, se ubicaba sobre un acantilado y estaba protegido por tres líneas de trincheras y un parapeto rodeado por un foso. La posición dominaba el río Misisipi y tenía gran importancia en el sistema de defensa fluvial confederado hasta que fue capturada por el ejército federal en el verano de 1862. En marzo de 1864, el general sudista 
Nathan Bedford Forrest al mando de una fuerza de caballería de alrededor de 2000 hombres, realizó una incursión sobre el teritorio de los estados de Tennessee y Kentucky, en poder de la Unión, que no tenía por objetivo tomar el territorio, sino destruir las líneas de suministro y capturar pertrechos y prisioneros federales. En abril atacó Fort Pillow que estaba defendido por una guarnición de 600 hombres, más de la mitad de ellos negros. El 12 de abril sus tropas tomaron la posición, muriendo en combate el comandante del fuerte, el mayor William Bradford. Gran parte de la guarnición se rindió, pero tras deponer las armas fueron masacrados, sobre todo los soldados de raza negra, solo se hicieron 236 prisioneros de los cuales únicamente 58 eran negros.  La Confederación había aprobado una ley que establecía que los negros capturados con uniforme serían juzgados como esclavos sublevados rebeldes en tribunales civiles, un delito capital, con sentencia automática de muerte, por lo que era frecuente que fueran asesinados por las tropas confederadas sin ser llevados ante los tribunales.